# Cixius ibukisana
Cixius ibukisana är en insektsart som beskrevs av Matsumura 1914. Cixius ibukisana ingår i släktet Cixius och familjen kilstritar. Inga underarter finns listade i Catalogue of Life.